# Tipula superciliosa
Tipula superciliosa är en tvåvingeart som beskrevs av Alexander 1924. Tipula superciliosa ingår i släktet Tipula och familjen storharkrankar. Inga underarter finns listade i Catalogue of Life.